# Aschkenas (Zeitschrift)
Aschkenas – Zeitschrift für Geschichte und Kultur der Juden ist eine wissenschaftliche Zeitschrift, die Themen der Geschichte und Kultur des Aschkenasischen Judentums, d. h. der Juden aus West- und Mitteleuropa behandelt. Der zeitliche Rahmen umfasst etwa die Zeit von der Spätantike bis zur Emanzipation im 19. Jahrhundert. In der Zeitschrift erscheinen vor allem wissenschaftliche Aufsätze und Rezensionen aktueller Literatur in deutscher und englischer Sprache.
Aschkenas wurde 1991 von Friedrich Battenberg und Markus Wenninger gegründet und erscheint seitdem zweimal jährlich, gegenwärtig im De Gruyter-Verlag (ursprünglich bis 2002 im Böhlau Verlag, dann bis 2006 im Max Niemeyer Verlag). Der jährliche Umfang beträgt etwa 600 Seiten. Die Herausgeber sind Hans Otto Horch, Robert Jütte, Miriam Rürup, Werner Treß und Markus Wenninger in Verbindung mit dem Salomon Ludwig Steinheim-Institut. Es gibt eine Druck- und eine Online-Ausgabe.